# Liste der Kulturgüter in Lavizzara
Die Liste der Kulturgüter in Lavizzara enthält alle Objekte in der Gemeinde Lavizzara im Kanton Tessin, die gemäss der Haager Konvention zum Schutz von Kulturgut bei bewaffneten Konflikten, dem Bundesgesetz vom 20. Juni 2014 über den Schutz der Kulturgüter bei bewaffneten Konflikten sowie der Verordnung vom 29. Oktober 2014 über den Schutz der Kulturgüter bei bewaffneten Konflikten unter Schutz stehen.
Objekte der Kategorien A und B sind vollständig in der Liste enthalten, Objekte der Kategorie C fehlen zurzeit (Stand: 1. Januar 2023).

## Kulturgüter
| Foto | | Objekt | Kat. | Typ | Standort                                 | Beschreibung                                                          |
| ---- | --- | --- | ---- | --- | ---------------------------------------- | --------------------------------------------------------------------- |
| BW   | Datei hochladen · Wikidata zu Mott d’Orei, spätrömische und frühmittelalterliche Siedlung (Q29527236) | Mott d’Orei, spätrömische und frühmittelalterliche Siedlung / Mott d’Orei, insediamento tardoromano e altomedievale KGS-Nr.: 10533 | A    | F   | Fusio 693930 / 144149                    |                                                                       |
| BW   | Datei hochladen · Wikidata zu Pometta Haus (Q29884262)                                                | Casa Pometta KGS-Nr.: 05344 | B    | G   | Broglio 694037 / 137009                  |                                                                       |
| BW   | Datei hochladen · Wikidata zu Aufgeständerter Kornspeicher (Q29884275)                                | Aufgeständerter Kornspeicher / Granaio su sostegni KGS-Nr.: 05345                                                                  | B    | G   | Broglio, Corte dei Monti 689657 / 141513 |                                                                       |
| BW   | Datei hochladen · Wikidata zu Aufgeständerter Kornspeicher (Q29884269)                                | Aufgeständerter Kornspeicher / Granaio su sostegni KGS-Nr.: 05346                                                                  | B    | G   | Broglio, Corte dei Monti 693692 / 137617 |                                                                       |
| BW   | Datei hochladen · Wikidata zu (Q3672681)                                                              | Pfarrkirche Sant’Antonio Abate / Chiesa parrochiale d Sant’Antonio Abate KGS-Nr.: 05669                                            | B    | G   | Peccia 693017 / 140245                   |                                                                       |
| BW   | Datei hochladen · Wikidata zu Aufgeständerter Kornspeicher (Q29884270)                                | Aufgeständerter Kornspeicher / Granaio su sostegni KGS-Nr.: 05670                                                                  | B    | G   | Peccia 689657 / 141514                   |                                                                       |
| BW   | Datei hochladen · Wikidata zu Kirche San Martino (Q3671134)                                           | Kirche San Martino / Chiesa di San Martino KGS-Nr.: 05681                                                                          | B    | G   | Sornico 693487 / 139227                  |                                                                       |
| BW   | Datei hochladen · Wikidata zu Pfarrkirche Santi Fabiano e Sebastiano (Q29884265)                      | Pfarrkirche Santi Fabiano e Sebastiano / Chiesa parrochiale dei Santi Fabiano e Sebastiano KGS-Nr.: 05682                          | B    | G   | Prato 693668 / 138917                    |                                                                       |
| BW   | Datei hochladen · Wikidata zu Aufgeständerter Kornspeicher (Q29884272)                                | Aufgeständerter Kornspeicher / Granaio su sostegni KGS-Nr.: 05683                                                                  | B    | G   | Prato-Sornico 693498 / 139202            |                                                                       |
| BW   | Datei hochladen · Wikidata zu Justizpalast (Q29884278)                                                | Palazzo della Giudicatura / Justizpalast KGS-Nr.: 05686                                                                            | B    | G   | Sornico 693472 / 139234                  |                                                                       |
| BW   | Datei hochladen                                                                                       | Ponte della Merla KGS-Nr.: 09265                                                                                                   | B    | G   | 692114 / 134385                          | Objekt liegt hälftig auf dem Gemeindegebiet von Cevio (KGS-Nr. 11942) |
| BW   | Datei hochladen · Wikidata zu Aufgeständerter Kornspeicher (Q29884277)                                | Aufgeständerter Kornspeicher / Granaio su sostegni KGS-Nr.: 11950                                                                  | B    | G   | Mogno 694123 / 142892                    |                                                                       |